# Morti nel 2005/Febbraio
| Questa pagina contiene informazioni ricavate automaticamente dalle voci biografiche con l'ausilio del template Bio e di un bot. L'aggiornamento è periodico e automatico e ricostruisce completamente la pagina. Se manca una persona in questa lista, sei pregato di non aggiungerla, ma accertati piuttosto che la sua voce biografica contenga il template Bio e che i dati anagrafici siano correttamente compilati. Se il template Bio manca, inseriscilo tu stesso o, in alternativa, metti l'avviso {{tmp\|Bio}} che ne segnala la mancanza. Se i dati riportati sono sbagliati, correggi direttamente la voce biografica; le modifiche saranno visibili in questa lista entro pochi giorni. Per chiarimenti vedi il progetto biografie. La lista contiene solo le 160 persone che sono citate nell'enciclopedia e per le quali è stato implementato correttamente il template Bio. Pagina aggiornata al 18 giu 2025. |

- 1º febbraio - Stefano Amato, attore italiano (n. 1957)
- 1º febbraio - Umberto Dianda, militare italiano (n. 1916)
- 1º febbraio - Andreas Heckmair, alpinista tedesco (n. 1906)
- 1º febbraio - Franco Mannino, compositore, pianista e direttore d'orchestra italiano (n. 1924)
- 1º febbraio - John Vernon, attore canadese (n. 1932)
- 2 febbraio - Svein Kvia, allenatore di calcio e calciatore norvegese (n. 1947)
- 2 febbraio - Goffredo Lombardo, produttore cinematografico e produttore discografico italiano (n. 1920)
- 2 febbraio - Diana Sabbi, partigiana italiana (n. 1922)
- 2 febbraio - Max Schmeling, pugile e attore tedesco (n. 1905)
- 2 febbraio - Yvonne Sherman, pattinatrice artistica su ghiaccio statunitense (n. 1930)
- 2 febbraio - Jerzy Wojnar, slittinista polacco (n. 1930)
- 2 febbraio - Edward M. Wright, matematico inglese (n. 1906)
- 3 febbraio - Corrado Bafile, cardinale e arcivescovo cattolico italiano (n. 1903)
- 3 febbraio - Ernst Mayr, biologo e genetista tedesco (n. 1904)
- 3 febbraio - Zurab Zhvania, politico georgiano (n. 1963)
- 4 febbraio - Gabriele Bonomi, medico italiano (n. 1927)
- 4 febbraio - Giorgio Buchner, archeologo tedesco (n. 1914)
- 4 febbraio - Ossie Davis, attore, regista e sceneggiatore statunitense (n. 1917)
- 4 febbraio - Alfio Fontana, calciatore italiano (n. 1932)
- 4 febbraio - Benito Gennaro Franceschetti, arcivescovo cattolico italiano (n. 1935)
- 4 febbraio - Genovaitė Miuleraitė, cestista lituana (n. 1915)
- 4 febbraio - Danas Pozniakas, pugile lituano (n. 1939)
- 5 febbraio - Bob Brannum, cestista e allenatore di pallacanestro statunitense (n. 1925)
- 5 febbraio - Gnassingbé Eyadéma, militare e politico togolese (n. 1935)
- 5 febbraio - Vittorio Schweiger, pittore italiano (n. 1910)
- 5 febbraio - Giacomo Signori, pallanuotista e nuotatore italiano (n. 1914)
- 5 febbraio - Sandra Valenti, velocista italiana (n. 1939)
- 5 febbraio - Michalina Wisłocka, medico polacca (n. 1921)
- 6 febbraio - Saro Balsamo, editore italiano (n. 1930)
- 6 febbraio - Lazar' Naumovič Berman, pianista russo (n. 1930)
- 6 febbraio - Adu Celso, pilota motociclistico brasiliano (n. 1945)
- 6 febbraio - Hubert Curien, fisico francese (n. 1924)
- 6 febbraio - Merle Kilgore, cantante e manager statunitense (n. 1934)
- 6 febbraio - Liana Millu, scrittrice, partigiana e superstite dell'Olocausto italiana (n. 1914)
- 6 febbraio - Giuliana Rossi, attrice italiana (n. 1933)
- 6 febbraio - Martino Scovacricchi, politico italiano (n. 1921)
- 8 febbraio - Gildo Arena, nuotatore e pallanuotista italiano (n. 1921)
- 8 febbraio - Helmut Eder, compositore e direttore d'orchestra austriaco (n. 1916)
- 8 febbraio - Parker Hall, giocatore di football americano statunitense (n. 1916)
- 8 febbraio - Nathalie Krassovska, ballerina, insegnante e coreografa russa (n. 1918)
- 8 febbraio - Cesarino Niccolai, politico italiano (n. 1918)
- 8 febbraio - Gaston Rahier, pilota motociclistico belga (n. 1947)
- 8 febbraio - Jimmy Smith, organista statunitense (n. 1925)
- 8 febbraio - Aristide Tanzi, giurista italiano (n. 1942)
- 9 febbraio - Giulio Ceradini, ingegnere italiano (n. 1918)
- 9 febbraio - Robert W. Kearns, inventore statunitense (n. 1927)
- 9 febbraio - Frank Mathers, hockeista su ghiaccio, allenatore di hockey su ghiaccio e dirigente sportivo canadese (n. 1924)
- 9 febbraio - Michail Pimenov, pallavolista e allenatore di pallavolo sovietico (n. 1920)
- 9 febbraio - Josef Rasselnberg, calciatore tedesco (n. 1912)
- 9 febbraio - Gary Schull, cestista statunitense (n. 1944)
- 9 febbraio - Dariusz Świerczewski, cestista polacco (n. 1936)
- 10 febbraio - Humbert Balsan, produttore cinematografico e attore francese (n. 1954)
- 10 febbraio - Arthur Miller, drammaturgo, scrittore e giornalista statunitense (n. 1915)
- 11 febbraio - Jack L. Chalker, scrittore di fantascienza statunitense (n. 1944)
- 11 febbraio - Mary Jackson, matematica e ingegnera statunitense (n. 1921)
- 11 febbraio - Vladimir Aleksandrovič Kotel'nikov, ingegnere sovietico (n. 1908)
- 11 febbraio - Eva Magni, attrice italiana (n. 1909)
- 12 febbraio - Pierre Chevalier, regista francese (n. 1915)
- 12 febbraio - Giorgio Cigna, incisore, scultore e pittore italiano (n. 1939)
- 12 febbraio - Sabet El-Batal, calciatore egiziano (n. 1953)
- 12 febbraio - Marinus van der Goes van Naters, politico olandese (n. 1900)
- 12 febbraio - Brian Kelly, attore statunitense (n. 1931)
- 12 febbraio - Sammi Smith, cantante statunitense (n. 1943)
- 12 febbraio - Rafael Vidal, nuotatore e commentatore televisivo venezuelano (n. 1964)
- 13 febbraio - Michelangelo Giusta, filologo classico e storico della filosofia italiano (n. 1921)
- 13 febbraio - Mary Hallaren, militare statunitense (n. 1907)
- 13 febbraio - Dorothy Stang, religiosa e missionaria brasiliana (n. 1931)
- 13 febbraio - Maurice Trintignant, pilota automobilistico francese (n. 1917)
- 13 febbraio - Lucia dos Santos, monaca cristiana portoghese (n. 1907)
- 14 febbraio - Aldo Carotenuto, psicoanalista, filosofo e scrittore italiano (n. 1933)
- 14 febbraio - Francesco Gervasio, politico italiano (n. 1934)
- 14 febbraio - Pauli Toivonen, pilota automobilistico finlandese (n. 1929)
- 14 febbraio - Henry Wolf, fotografo, pubblicitario e designer austriaco (n. 1925)
- 14 febbraio - Rafīq al-Ḥarīrī, politico e imprenditore libanese (n. 1944)
- 15 febbraio - Pierre Bachelet, cantautore e compositore francese (n. 1944)
- 15 febbraio - Franco Brioschi, critico letterario e italianista italiano (n. 1945)
- 15 febbraio - Ray Minshull, calciatore inglese (n. 1920)
- 15 febbraio - Jurij Morozov, allenatore di calcio e calciatore sovietico (n. 1934)
- 15 febbraio - Bob Schafer, cestista statunitense (n. 1933)
- 15 febbraio - Carlo Tullio-Altan, antropologo, sociologo e filosofo italiano (n. 1916)
- 16 febbraio - Hans von Blixen-Finecke Jr., cavaliere svedese (n. 1916)
- 16 febbraio - Carlo Cataneo, attore e doppiatore italiano (n. 1930)
- 16 febbraio - Nicole DeHuff, attrice statunitense (n. 1975)
- 16 febbraio - Aldo Del Monte, vescovo cattolico italiano (n. 1915)
- 16 febbraio - Tony Mimms, musicista, produttore discografico e direttore d'orchestra scozzese (n. 1949)
- 16 febbraio - Narriman Sadiq, nobile egiziana (n. 1933)
- 16 febbraio - Jwani Riad Nosseir, cestista egiziano (n. 1913)
- 16 febbraio - Marcello Viotti, direttore d'orchestra svizzero (n. 1954)
- 17 febbraio - Giovanni Bertolucci, produttore cinematografico italiano (n. 1940)
- 17 febbraio - César Marcelak, ciclista su strada belga (n. 1913)
- 17 febbraio - Miodrag Nikolić, cestista e allenatore di pallacanestro jugoslavo (n. 1938)
- 17 febbraio - Dan O'Herlihy, attore irlandese (n. 1919)
- 17 febbraio - Omar Sívori, calciatore, allenatore di calcio e dirigente sportivo argentino (n. 1935)
- 17 febbraio - Anatolij Zubrickij, allenatore di calcio e calciatore sovietico (n. 1920)
- 18 febbraio - Bonar Bain, attore canadese (n. 1923)
- 18 febbraio - Attilio Giovannini, calciatore italiano (n. 1924)
- 18 febbraio - Gianfranco Moneta, architetto e urbanista italiano (n. 1935)
- 18 febbraio - Isabella Quarantotti, scrittrice, drammaturga e traduttrice italiana (n. 1921)
- 18 febbraio - Mario Rendo, imprenditore italiano (n. 1922)
- 18 febbraio - Harald Szeemann, storico dell'arte svizzero (n. 1933)
- 18 febbraio - Sebastiano Vaschetto, calciatore italiano (n. 1918)
- 18 febbraio - Fulvio Vernizzi, direttore d'orchestra italiano (n. 1914)
- 19 febbraio - Li Baohua, politico e funzionario cinese (n. 1909)
- 19 febbraio - Angel Marchand, immunologo portoricano (n. 1912)
- 19 febbraio - Parsons Nabiula, nuotatore filippino (n. 1930)
- 19 febbraio - Kihachi Okamoto, regista giapponese (n. 1924)
- 19 febbraio - Giuseppe Piromalli, mafioso italiano (n. 1921)
- 20 febbraio - Sandra Dee, attrice e modella statunitense (n. 1942)
- 20 febbraio - Josef Holeček, canoista cecoslovacco (n. 1921)
- 20 febbraio - Jacques Ploncard d'Assac, scrittore e giornalista francese (n. 1910)
- 20 febbraio - John Raitt, attore e cantante statunitense (n. 1917)
- 20 febbraio - Antonino Repaci, magistrato e scrittore italiano (n. 1910)
- 20 febbraio - Hunter Stockton Thompson, giornalista e scrittore statunitense (n. 1937)
- 20 febbraio - Tina Wiseman, attrice e cantante statunitense (n. 1965)
- 20 febbraio - Jimmy Young, pugile statunitense (n. 1948)
- 21 febbraio - Andrea Arrigoni, serial killer italiano (n. 1969)
- 21 febbraio - Zdzisław Beksiński, pittore, fotografo e scultore polacco (n. 1929)
- 21 febbraio - Guillermo Cabrera Infante, scrittore cubano (n. 1929)
- 21 febbraio - Coniugi Cavallini, cantastorie italiano (n. 1928)
- 21 febbraio - Ennio Melis, produttore discografico italiano (n. 1926)
- 21 febbraio - Maarten van Severen, designer e architetto belga (n. 1956)
- 21 febbraio - Julio Venini, calciatore argentino (n. 1929)
- 22 febbraio - Michel Bardinet, attore e doppiatore francese (n. 1931)
- 22 febbraio - Luigi Giussani, presbitero, teologo e docente italiano (n. 1922)
- 22 febbraio - Renzo Imbeni, politico italiano (n. 1944)
- 22 febbraio - Lee Eun-ju, attrice sudcoreana (n. 1980)
- 22 febbraio - Cornelio Marchetto, calciatore italiano (n. 1924)
- 22 febbraio - Titina Maselli, pittrice, attrice e scenografa italiana (n. 1924)
- 22 febbraio - Mario Ricci, ciclista su strada italiano (n. 1914)
- 22 febbraio - Reggie Roby, giocatore di football americano statunitense (n. 1961)
- 22 febbraio - Simone Simon, attrice francese (n. 1911)
- 23 febbraio - Wilson Fitts, cestista statunitense (n. 1915)
- 24 febbraio - Thadée Cisowski, calciatore polacco (n. 1927)
- 24 febbraio - Goldie Hill, cantautrice statunitense (n. 1933)
- 24 febbraio - Galina Kreft, canoista sovietica (n. 1950)
- 24 febbraio - Maria Vittoria Mezza, politica italiana (n. 1926)
- 24 febbraio - Sandro Vignini, calciatore italiano (n. 1964)
- 25 febbraio - Vittorio Basaglia, artista italiano (n. 1936)
- 25 febbraio - Peter Benenson, attivista, avvocato e filantropo britannico (n. 1921)
- 25 febbraio - Atif Sidqi, politico egiziano (n. 1930)
- 25 febbraio - Norberto Napolitano, chitarrista, cantante e compositore argentino (n. 1950)
- 25 febbraio - Jean Prat, rugbista a 15 e allenatore di rugby a 15 francese (n. 1923)
- 25 febbraio - Vincenzo Russo, politico italiano (n. 1924)
- 25 febbraio - Noboru Sugimura, scrittore e sceneggiatore giapponese (n. 1948)
- 26 febbraio - Stefano Bonfanti, poeta, traduttore e insegnante italiano (n. 1910)
- 26 febbraio - Dorothy Dow, soprano statunitense (n. 1920)
- 26 febbraio - Angelo La Bella, politico e partigiano italiano (n. 1918)
- 26 febbraio - Paolo Moffa, regista, sceneggiatore e produttore cinematografico italiano (n. 1915)
- 26 febbraio - Jef Raskin, programmatore statunitense (n. 1943)
- 26 febbraio - Pierre Trabaud, attore, comico e doppiatore francese (n. 1922)
- 27 febbraio - Franco Bracardi, sceneggiatore, musicista e attore italiano (n. 1935)
- 27 febbraio - Hiroyuki Nasu, regista e sceneggiatore giapponese (n. 1952)
- 27 febbraio - Bruno Padulazzi, calciatore italiano (n. 1927)
- 28 febbraio - Evgenij Alekseev, cestista e allenatore di pallacanestro sovietico (n. 1919)
- 28 febbraio - Pietro Ardito, disegnatore, vignettista e pittore italiano (n. 1919)
- 28 febbraio - Giovanni Invernizzi, calciatore e allenatore di calcio italiano (n. 1931)
- 28 febbraio - Mario Luzi, poeta, drammaturgo e critico letterario italiano (n. 1914)
- 28 febbraio - Giuseppe Manfredi, politico italiano (n. 1926)
- 28 febbraio - Umberto Manfrin, fumettista italiano (n. 1927)
- 28 febbraio - Oberdan Troiani, direttore della fotografia italiano (n. 1917)